# Кашка (приток Чусовой)
Кашка — река в Свердловской области, приток Чусовой, впадает в Чусовую слева в 219 км от устья,. Длина реки 35 км. Основной приток — Талица, впадает слева в 6,8 км от устья. Истоки в лесах южнее посёлка Колпаковка Шалинского городского округа. Течёт преимущественно на север. Среднее и нижнее течение на территории городского округа «Город Нижний Тагил». В среднем течении урочище Кашка — исчезнувшая деревня. Напротив устья на другом берегу Чусовой — камень Дождевой.

## Данные водного реестра
По данным государственного водного реестра России, река относится к Камскому бассейновому округу, речной бассейн — Кама, подбассейн — Кама до Куйбышевского водохранилища (без бассейнов рек Белой и Вятки), водохозяйственный участок — Чусовая от города Ревды до в/п посёлка Кын.
Код объекта в государственном водном реестре — 10010100612111100010799